# Hospital Severo Ochoa (métro de Madrid)
Hospital Severo Ochoa est une station de la ligne 12 du métro de Madrid. Elle est située sous l'avenue Orellana, à Leganés, dans la communauté de Madrid.

## Situation sur le réseau
Établie en souterrain, la station Hospital Severo Ochoa est située sur la ligne 12 du métro de Madrid, entre Leganés Central et Casa del Reloj .

## Histoire
La station est inaugurée le 11 avril 2003, à l'occasion de la mise en service de la ligne.

## À proximité
La station dessert l'hôpital universitaire Severo-Ochoa (es), où se trouve d'ailleurs l'une des deux bouches d'accès.